# (7979) Pozharskij
(7979) Pozharskij (1978 SV7) – planetoida z pasa głównego asteroid okrążająca Słońce w ciągu 4,81 lat w średniej odległości 2,85 j.a. Odkryta 26 września 1978 roku.